# Ance Féas
Ance - Féas (prononcé [ɑ̃s feas]) est, depuis le 1er janvier 2017, une commune nouvelle française située dans le département des Pyrénées-Atlantiques en région Nouvelle-Aquitaine. Située en Béarn, la commune fait partie de la Vallée de Barétous.

## Géographie

### Localisation
La commune nouvelle regroupe les communes d'Ance et de Féas, qui deviennent des communes déléguées, le 1er janvier 2017. Son chef-lieu se situe à Féas.

### Communes limitrophes
Les communes limitrophes sont  Agnos, Aramits, Asasp-Arros, Esquiule et Oloron-Sainte-Marie.
| Esquiule |           | Oloron-Sainte-Marie |
|          | Ance Féas | Agnos               |
| Aramits  |           | Asasp-Arros         |

### Climat
Pour des articles plus généraux, voir Climat de la Nouvelle-Aquitaine et Climat des Pyrénées-Atlantiques.
Historiquement, la commune est exposée à un climat de montagne.  
En 2020, Météo-France publie une typologie des climats de la France métropolitaine dans laquelle la commune est toujours exposée à un climat de montagne et est dans la région climatique Pyrénées atlantiques, caractérisée par une pluviométrie élevée (>1 200 mm/an) en toutes saisons, des hivers très doux (7,5 °C en plaine) et des vents faibles.
Pour la période 1971-2000, la température annuelle moyenne est de 12,8 °C, avec une amplitude thermique annuelle de 13,6 °C. Le cumul annuel moyen de précipitations est de 1 391 mm, avec 11,2 jours de précipitations en janvier et 9,2 jours en juillet. Pour la période 1991-2020, la température moyenne annuelle observée sur la station météorologique la plus proche, située sur la commune d'Oloron-Sainte-Marie à 8 km à vol d'oiseau, est de 13,1 °C et le cumul annuel moyen de précipitations est de 1 491,4 mm,. Pour l'avenir, les paramètres climatiques de la commune estimés pour 2050 selon différents scénarios d’émission de gaz à effet de serre sont consultables sur un site dédié publié par Météo-France en novembre 2022.

## Urbanisme

### Typologie
Au 1er janvier 2024, Ance Féas est catégorisée commune rurale à habitat dispersé, selon la nouvelle grille communale de densité à sept niveaux définie par l'Insee en 2022.
Elle est située hors unité urbaine. Par ailleurs la commune fait partie de l'aire d'attraction d'Oloron-Sainte-Marie, dont elle est une commune de la couronne,. Cette aire, qui regroupe 44 communes, est catégorisée dans les aires de moins de 50 000 habitants,.

### Risques majeurs
Le territoire de la commune d'Ance Féas est vulnérable à différents aléas naturels : météorologiques (tempête, orage, neige, grand froid, canicule ou sécheresse), inondations, feux de forêts et séisme (sismicité moyenne). Un site publié par le BRGM permet d'évaluer simplement et rapidement les risques d'un bien localisé soit par son adresse soit par le numéro de sa parcelle.
Certaines parties du territoire communal sont susceptibles d’être affectées par le risque d’inondation par une crue torrentielle ou à montée rapide de cours d'eau, notamment la Mielle, le Vert et le Littos. La commune a été reconnue en état de catastrophe naturelle au titre des dommages causés par les inondations et coulées de boue survenues en 1982, 1988, 1992, 2008 et 2009,.
Ance Féas est exposée au risque de feu de forêt. En 2020, le premier plan de protection des forêts contre les incendies (PDPFCI) a été adopté pour la période 2020-2030. La réglementation des usages du feu à l’air libre et les obligations légales de débroussaillement dans le département des Pyrénées-Atlantiques font l'objet d'une consultation de public ouverte du 16 septembre au 7 octobre 2022,.

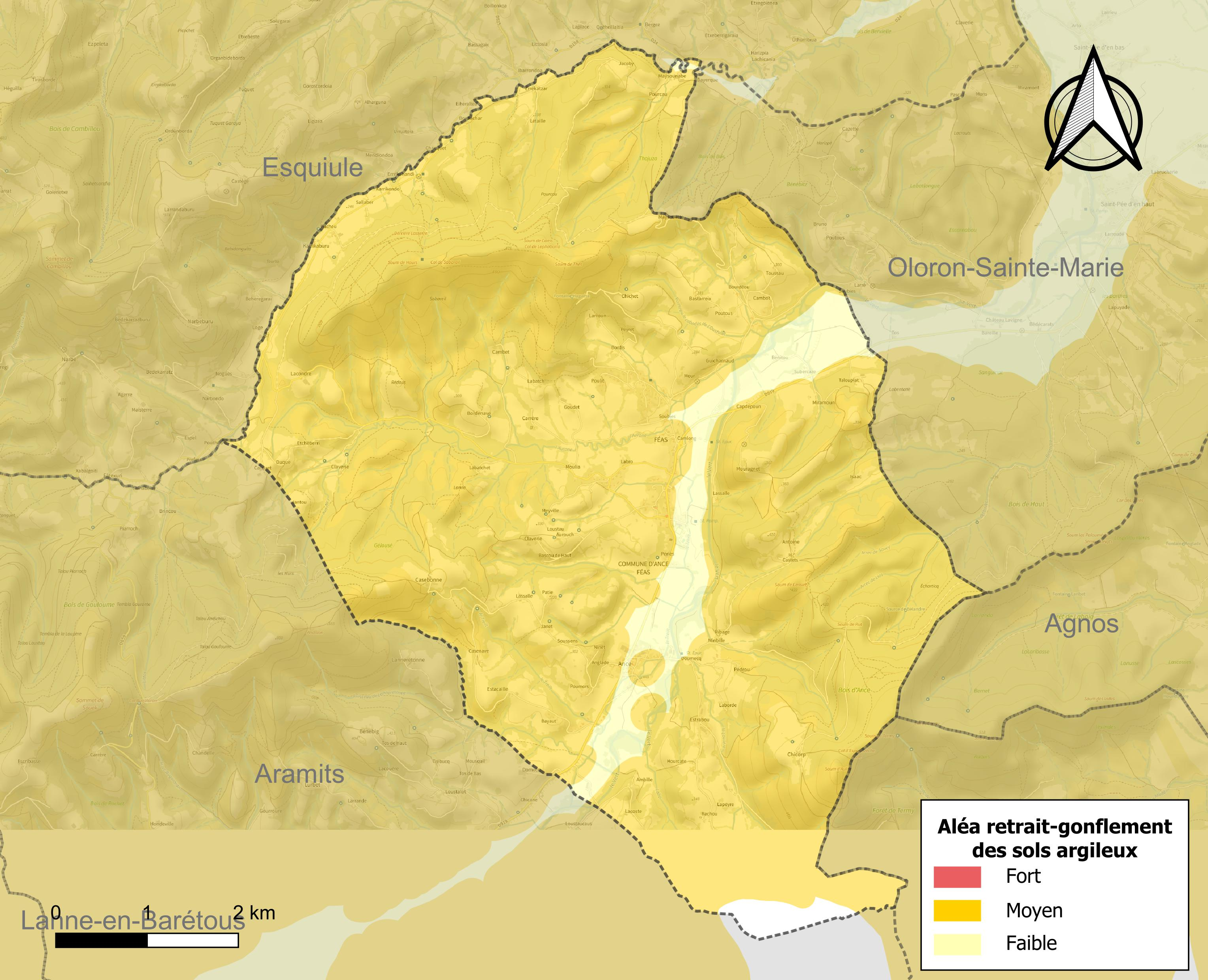
Carte des zones d'aléa retrait-gonflement des sols argileux d'Ance Féas.

Le retrait-gonflement des sols argileux est susceptible d'engendrer des dommages importants aux bâtiments en cas d’alternance de périodes de sécheresse et de pluie. 93,2 % de la superficie communale est en aléa moyen ou fort (59 % au niveau départemental et 48,5 % au niveau national). Depuis le 1er octobre 2020, en application de la loi ELAN, différentes contraintes s'imposent aux vendeurs, maîtres d'ouvrages ou constructeurs de biens situés dans une zone classée en aléa moyen ou fort,.

## Toponymie
Son nom béarnais est Ansa Hiars ou Ànsẹ Hias.

## Politique et administration
| Nom          | Code Insee | Intercommunalité            | Superficie (km2) | Population (dernière pop. légale) | Densité (hab./km2) |
| ------------ | ---------- | --------------------------- | ---------------- | --------------------------------- | ------------------ |
| Féas (siège) | 64225      | CC de la Vallée de Barétous | 13,71            | 400 (2014)                        | 29                 |
| Ance         | 64020      | CC de la Vallée de Barétous | 10,12            | 230 (2014)                        | 23                 |

### Liste des maires
| Période | Période  | Identité          | Étiquette | Qualité                                           |
| ------- | -------- | ----------------- | --------- | ------------------------------------------------- |
| 2017    | En cours | Jean-Claude Coste | DVG       | Conseiller général puis départemental (2011-2021) |

## Culture locale et patrimoine

### Lieux et monuments

#### Ance
L’église paroissiale Saint-Étienne date des XVIIIe et XIXe siècles. Elle est inscrite à l’Inventaire général du patrimoine culturel depuis le 6 février 2003. L'église est dédiée à saint Étienne.

#### Féas
Église Saint-Barthélemy du XVIIe siècle. L'église est dédiée à l'apôtre saint Barthélemy.

### Patrimoine environnemental
La Soum de Cassiet culmine à 421 mètres, celle d'Aulis à 577 mètres et celle d'Ombret à 562 mètres. La Mer de Her se dresse au sud de la commune à 548 mètres.
Le gouffre de la Listre est situé au sud-est de la commune.